# Riccardo Pera
Riccardo Pera (né le 4 juillet 1999) à Lucques en Italie est un pilote de course automobile italien qui participe, aux mains de voiture de Grand tourisme, à des championnats tels que le Championnat du monde d'endurance, l'European Le Mans Series et le Michelin Le Mans Cup.

## Palmarès

### Résultats aux24 Heures du Mans
| Année | Écurie                | Copilotes                      | Voiture            | Classe   | Tours | Pos. | Class Pos. |
| ----- | --------------------- | ------------------------------ | ------------------ | -------- | ----- | ---- | ---------- |
| 2020  | Dempsey-Proton Racing | Christian Ried Matt Campbell   | Porsche 911 RSR    | LMGTE Am | 339   | 25e  | 2e         |
| 2021  | Team Project 1        | Egidio Perfetti Matteo Cairoli | Porsche 911 RSR-19 | LMGTE Am | 84    | Abd. | Abd.       |

### Résultats enChampionnat du monde d'endurance
| Année     | Écurie                | Châssis            | Moteur                    | Classe   | 1       | 2     | 3      | 4        | 5     | 6     | 7     | 8     | Position | Points |
| --------- | --------------------- | ------------------ | ------------------------- | -------- | ------- | ----- | ------ | -------- | ----- | ----- | ----- | ----- | -------- | ------ |
| 2018-2019 | Dempsey-Proton Racing | Porsche 911 RSR    | Porsche 4,0 L Flat-6 Atmo | LMGTE Am | SPA     | LMS   | SIL    | FUJ      | SHA 3 | SEB   | SPA 1 | LMS   | 14e      | 40     |
| 2019-2020 | Dempsey-Proton Racing | Porsche 911 RSR    | Porsche 4,0 L Flat-6 Atmo | LMGTE Am | SIL 5   | FUJ 5 | SHA 11 | BAH 6    | CAM 5 | SPA 2 | LMS 2 | BAH 7 | 3e       | 267    |
| 2021      | Team Project 1        | Porsche 911 RSR-19 | Porsche 4,0 L Flat-6 Atmo | LMGTE Am | SPA Np. | POR 6 | MNZ 8  | LMS Abd. | BHR 7 | BHR 7 |       |       | 11e      | 31     |

### Résultats enEuropean Le Mans Series
| Année | Écurie                       | Châssis         | Moteur                    | Classe | 1     | 2     | 3     | 4        | 5     | 6        | Position | Points |
| ----- | ---------------------------- | --------------- | ------------------------- | ------ | ----- | ----- | ----- | -------- | ----- | -------- | -------- | ------ |
| 2018  | Ebimotors                    | Porsche 911 RSR | Porsche 4,0 L Flat-6 Atmo | LMGTE  | LEC 3 | MON 3 | RBR 3 | SIL Abd. | SPA 1 | POR Abd. | 7e       | 58.5   |
| 2019  | Dempsey - Proton Competition | Porsche 911 RSR | Porsche 4,0 L Flat-6 Atmo | LMGTE  | LEC 3 | MON 1 | BAR 6 | SIL 7    | SPA 2 | POR Abd. | 2e       | 76     |